# The Clever Mrs. Carfax
The Clever Mrs. Carfax er en amerikansk stumfilm fra 1917 af Donald Crisp.

## Medvirkende
- Julian Eltinge som Temple Trask / Mrs. Carfax
- Daisy Jefferson som Helen Scott
- Noah Beery som Adrian Graw
- Rosita Marstini som Rena Varsey
- Jennie Lee som Mrs. Mary Keyes